# Honda EV Ster
Honda EV-Ster, zwana także Small Sport EV Concept – prototypowy elektryczny mały dwuosobowy roadster.
EV-Ster zbudowane jest z lekkich włókien węglowych. Auto cechować ma dobre prowadzenie dzięki możliwości doboru ustawień trybów jazdy. Źródłem energii będą akumulatory litowo-jonowe na których pełnym ładowaniu będzie można pokonać dystans 160 km.